# À monsieur de Chaudebonne
L'ode À monsieur de Chaudebonne est une épître en vers de Tristan L'Hermite envoyée en 1625 à Claude d'Urre du Puy Saint-Martin, seigneur de Chaudebonne et premier maréchal des logis aux suisses de la garde de Gaston d'Orléans dit « Monsieur, frère du roi ». Il s'agit de l'un des premiers poèmes conservés du poète, et le seul où il évoque sa Marche natale.

## Présentation

### Contexte
Tristan L'Hermite, entré au service de Gaston d'Orléans en 1621 ou 1622, connaît une disgrâce dont la cause reste inconnue de son biographe Napoléon-Maurice Bernardin, qui reproduit le texte intégral, tant cette ode est importante pour la biographie du jeune poète.

### Dédicace
La première strophe explicite la dédicace adressée à Claude d'Urre du Puy Saint-Martin, seigneur de Chaudebonne et premier maréchal des logis aux suisses de la garde de Gaston d'Orléans dit « Monsieur, frère du roi », « grand ami de la marquise de Rambouillet, chez qui il introduisit Voiture ».

### Publication
L'ode À monsieur de Chaudebonne est publiée dans le recueil La Lyre en 1641. 

## Analyse
L'ode À monsieur de Chaudebonne est le seul poème où Tristan évoque sa Marche natale.

## Postérité

### Éditions nouvelles
En 1909, Adolphe van Bever reprend l'intégralité du poème dans la collection « Les plus belles pages » pour le Mercure de France.
En 1925, Pierre Camo comprend l'ode À monsieur de Chaudebonne dans sa sélection de poèmes des La Lyre. En 1960, Amédée Carriat retient neuf strophes du poème dans son Choix de pages de toute l'œuvre de Tristan. En 1962, Philip Wadsworth le reprend également dans son choix de Poésies de Tristan pour Pierre Seghers.

### Critiques
Une lettre de Théophile de Viau, envoyée entre le 1er septembre et le 12 novembre 1625,, est conservée dans le recueil des Lettres mêlées. Théophile, ayant lu l'ode À monsieur de Chaudebonne, adresse ses louanges à son jeune confrère : 

« Votre excellent génie ne démentira pas les prédictions que j'en ai faites. Au reste, ne mêlez point de soucis étrangers à votre mélancolie naturelle, et ne soyez triste que de nom. »

### Éditions modernes

#### Œuvres complètes
- Jean-Pierre Chauveau et al., Tristan L'Hermite, Œuvres complètes (tome II) : Poésie I, Paris, Honoré Champion, coll. « Sources classiques » (no 41), 2002, 576 p. (ISBN 978-2-745-30606-7)

#### Anthologies
- Pierre Camo (préface et notes), Les Amours et autres poésies choisies, Paris, Garnier Frères, 1925, XXVII-311 p.
- Amédée Carriat (présentation et annotations), Tristan L'Hermite : Choix de pages, Limoges, Éditions Rougerie, 1960, 264 p.
- Adolphe van Bever (notice et appendices), Tristan L'Hermite, Paris, Mercure de France, coll. « Les plus belles pages », 1909, 320 p.
- Philip Wadsworth (présentation et notes), Tristan L'Hermite : Poésies, Paris, Pierre Seghers, 1962, 150 p.

### Ouvrages cités
- Napoléon-Maurice Bernardin, Un Précurseur de Racine : Tristan L'Hermite, sieur du Solier (1601-1655), sa famille, sa vie, ses œuvres, Paris, Alphonse Picard, 1895, XI-632 p.
- Amédée Carriat, Tristan, ou L'éloge d'un poète, Limoges, Éditions Rougerie, 1955, 146 p.
- Catherine Grisé (introduction et notes), Lettres mêlées (texte original de 1642), Genève, Librairie Droz, coll. « Textes littéraires français » (no 193), 1972, XXXVI-227 p.